# Ådne Andersen
Ådne Andersen (* 18. Januar 1994) ist ein norwegischer Mittel- und Langstreckenläufer.

## Sportliche Laufbahn
Erste internationale Erfahrungen sammelte Ådne Andersen im Jahr 2019, als er bei der Sommer-Universiade in Neapel im 1500-Meter-Lauf mit 3:48,91 min in der ersten Runde ausschied und über 5000 Meter in 14:21,35 min Platz acht belegte. Anschließend erreichte er bei den Crosslauf-Europameisterschaften in Lissabon nach 32:18 min Rang 47.
2017 wurde Andersen norwegischer Hallenmeister im 800-Meter-Lauf.

## Persönliche Bestzeiten
- 1500 Meter: 1:52,10 min, 5. August 2017 in Oslo
  - 1500 Meter (Halle): 1:54,60 min, 7. März 2015 in Ulsteinvik
- 1500 Meter: 3:46,84 min, 24. August 2019 in Huizingen
  - 1500 Meter (Halle): 3:49,16 min, 11. Februar 2018 in Uppsala
- 3000 Meter: 8:15,18 min, 22. August 2018 in Bergen
  - 3000 Meter (Halle): 8:17,74 min, 3. Februar 2019 in Haugesund
- 5000 Meter: 14:21,35 min, 13. Juli 2019 in Neapel